# Oumar Dieng
Oumar Dieng (Dakar, 30 dicembre 1972) è un ex calciatore senegalese naturalizzato francese, di ruolo difensore.

## Carriera
Cresce nelle giovanili della squadra senegalese ASC Jeanne d'Arc, poi, all'età di soli diciassette anni, viene acquistato dal Lille. Con i Mastifs il 28 ottobre 1989 esordisce nel massimo campionato di calcio francese nella partita Metz-Lille terminata 1-1.
Dopo un prestito al Louhans-Cuiseaux, la sua carriera è proseguita fra Paris Saint-Germain, Sampdoria (che lo acquista per 4 miliardi di lire), Auxerre ed un ulteriore prestito, questa volta al Sedan.
Nel 2000 emigra in Turchia, vestendo le maglie del Çaykur Rizespor per un biennio, del Trabzonspor per un altro biennio, e concludendo l'esperienza turca con il Konyaspor.
Debutta nel campionato greco nel 2005, quando gioca le sue ultime due stagioni da professionista nell'Akratitos e nel Kavala.

## Statistiche

### Cronologia presenze e reti in nazionale
| Cronologia completa delle presenze e delle reti in nazionale ― Francia olimpica | Cronologia completa delle presenze e delle reti in nazionale ― Francia olimpica | Cronologia completa delle presenze e delle reti in nazionale ― Francia olimpica | Cronologia completa delle presenze e delle reti in nazionale ― Francia olimpica | Cronologia completa delle presenze e delle reti in nazionale ― Francia olimpica | Cronologia completa delle presenze e delle reti in nazionale ― Francia olimpica | Cronologia completa delle presenze e delle reti in nazionale ― Francia olimpica | Cronologia completa delle presenze e delle reti in nazionale ― Francia olimpica |
| Data                                                                            | Città                                                                           | In casa                                                                         | Risultato                                                                       | Ospiti                                                                          | Competizione                                                                    | Reti                                                                            | Note                                                                            |
| ------------------------------------------------------------------------------- | ------------------------------------------------------------------------------- | ------------------------------------------------------------------------------- | ------------------------------------------------------------------------------- | ------------------------------------------------------------------------------- | ------------------------------------------------------------------------------- | ------------------------------------------------------------------------------- | ------------------------------------------------------------------------------- |
| 22-7-1996                                                                       | Orlando                                                                         | Francia olimpica                                                                | 1 – 1                                                                           | Spagna olimpica                                                                 | Olimpiadi 1996 - 1º turno                                                       | -                                                                               |                                                                                 |
| 24-7-1996                                                                       | Miami                                                                           | Francia olimpica                                                                | 2 – 1                                                                           | Arabia Saudita olimpica                                                         | Olimpiadi 1996 - 1º turno                                                       | -                                                                               |                                                                                 |
| 27-7-1996                                                                       | Miami                                                                           | Portogallo olimpica                                                             | 2 – 1 dts                                                                       | Francia olimpica                                                                | Olimpiadi 1996 - Quarti di finale                                               | -                                                                               | 4’                                                                              |
| Totale                                                                          |                                                                                 | Presenze                                                                        | 3                                                                               |                                                                                 | Reti                                                                            | 0                                                                               |                                                                                 |

## Palmarès
- Coppa di Francia: 1

Paris Saint-Germain: 1994-1995
- Supercoppa francese: 1

Paris Saint-Germain: 1995
- Coppa delle Coppe: 1

Paris Saint-Germain: 1995-1996
- Coppa di Turchia: 2

Trabzonspor: 2002-2003, 2003-2004